# Cerro Pelado (Maldonado)
Cerro Pelado ist ein Stadtviertel (Barrio) der Stadt Maldonado in Uruguay.

## Geographie
Es befindet sich auf dem Gebiet des Departamento Maldonado in dessen Sektor 1. Cerro Pelado grenzt dabei im Süden an La Sonrisa und im Südwesten an Villa Delia. Westlich liegt Barrio Los Aromos im Osten ist der Stadtkern der Departamento-Hauptstadt Maldonado gelegen.

## Einwohner
Cerro Pelado hatte 2011 8.177 Einwohner, davon 4.070 männliche und 4.107 weibliche.
| Jahr | Einwohner |
| ---- | --------- |
| 1985 | 130       |
| 1996 | 2.407     |
| 2004 | 6.385     |
| 2011 | 8.177     |

Quelle: